# Acraea esebria
Acraea esebria är en fjärilsart som beskrevs av William Chapman Hewitson 1861. Acraea esebria ingår i släktet Acraea och familjen praktfjärilar. Inga underarter finns listade i Catalogue of Life.

## Bildgalleri

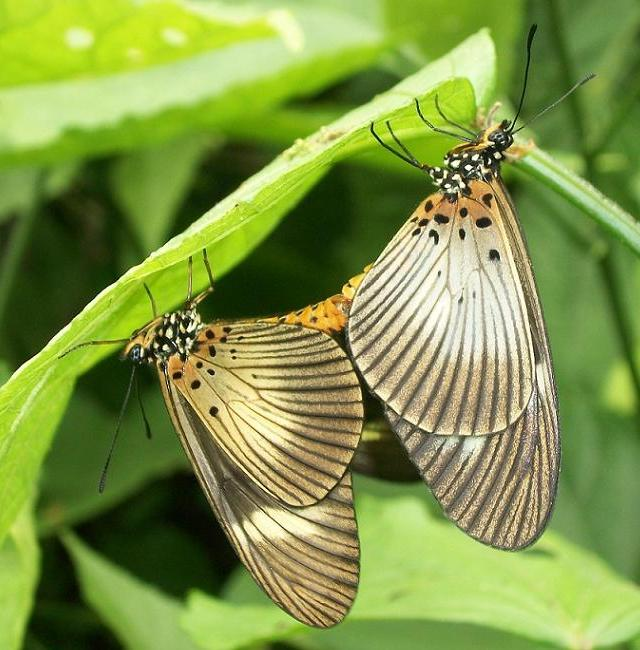
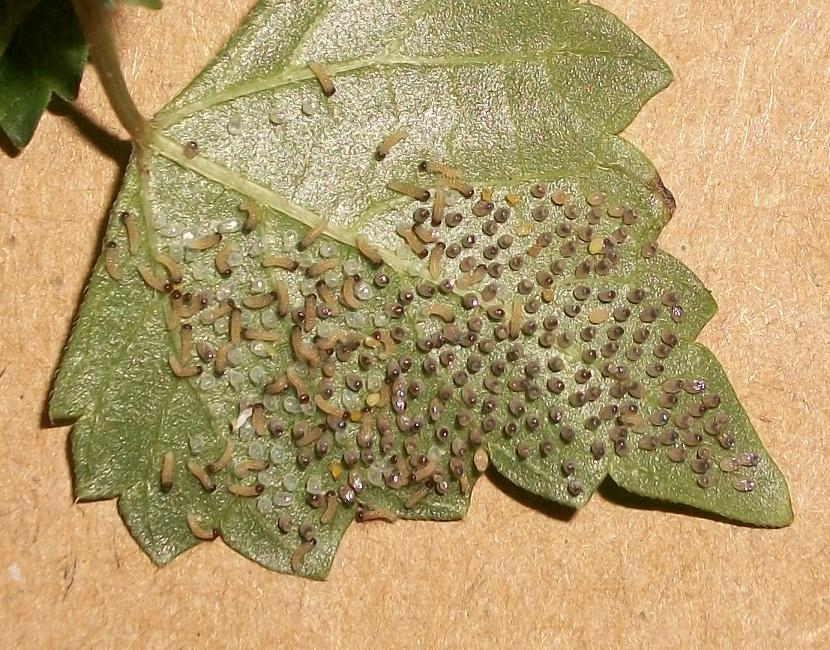
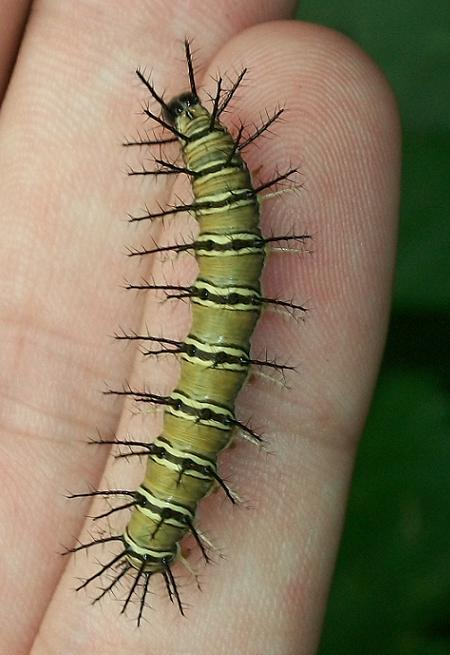